# Conacul familiei Balioz
Conacul lui Carabet Balioz este un monument de arhitectură de importanță națională din satul Ivancea, raionul Orhei (Republica Moldova), construit în a doua jumătate a secolului al XIX-lea.

## Istorie
A fost ridicat la comanda boierului armean Carabet Balioz între 1852 și 1873, despre acesta prespunându-se ca fiind administratorul și ginerele lui Manuc Bei. Clădirea este construită în stil european vestic și cu elemente ale clasicismului rus. Conacul include și un parc, de 3 ha, cunoscut ca parcul din Ivancea, cu castani, brazi, tei, precum și plante exotice pentru RM. De asemenea, aici mai există un turn de apă pe trei niveluri, hambare, pivnițe, moară, grajduri, fierărie și alte anexe.
În 1941, urmașii lui Balioz s-au refugiat peste Prut, iar conacul a fost folosit de noua administrație ca spital militar, baie, bibliotecă, precum și în alte scopuri. O parte din averea boierului a fost furată și dezasamblată de localnici. În 1975 a fost luat sub protecția statului, iar în 1984 complexul a fost transformat în Muzeul meșteșugurilor populare, filială a Muzeului Național de Etnografie și Istorie Naturală. În același an au început lucrările de restaurare a conacului, care așa și nu au fost finisate.
În 1996, Ministerul Culturii și Ministerul Agriculturii au transmis la balanța Muzeului Național de Etnografie și Istorie Naturală toate construcțiile complexului, care se aflau în gestiunea gospodăriei agricole „Ivancea” (moara cu abur și oloinița, casa morarului, depozite, grajduri și alte construcții gospodărești), toate aflate într-o stare deplorabilă. În 2006, complexul a fost dat în arendă unei companii. În anul următor, a fost prezentat un proiect de valorificare turistică a teritoriului, în care „Casa Vinului” SRL se angaja pentru Muzeul de Etnografie să restaureze conacul și parcul. SRL-ul a început imediat lucrări de construcție înainte de a fi finalizată documentația proiectului de restaurare, pentru care fapt a fost dat în judecată de Muzeu, iar lucrările au fost stopate. Lucrările începute au fost calificate de Muzeu ca încălcând flagrant principiile de restaurare a obiectelor de patrimoniu natural.
În 2010, Muzeul cere în judecată anularea înțelegerii cu „Casa Vinului” SRL. Pe perioada litigiului, în parc și conac accesul a fost interzis. Către anul 2014, instanță a dat câștig de cauză Muzeului. În 2020, ministrul Educației, Culturii și Cercetării a anunțat că a început evaluarea situației monumentului cu intenția de a-l reconstrui.

## Galerie de imagini

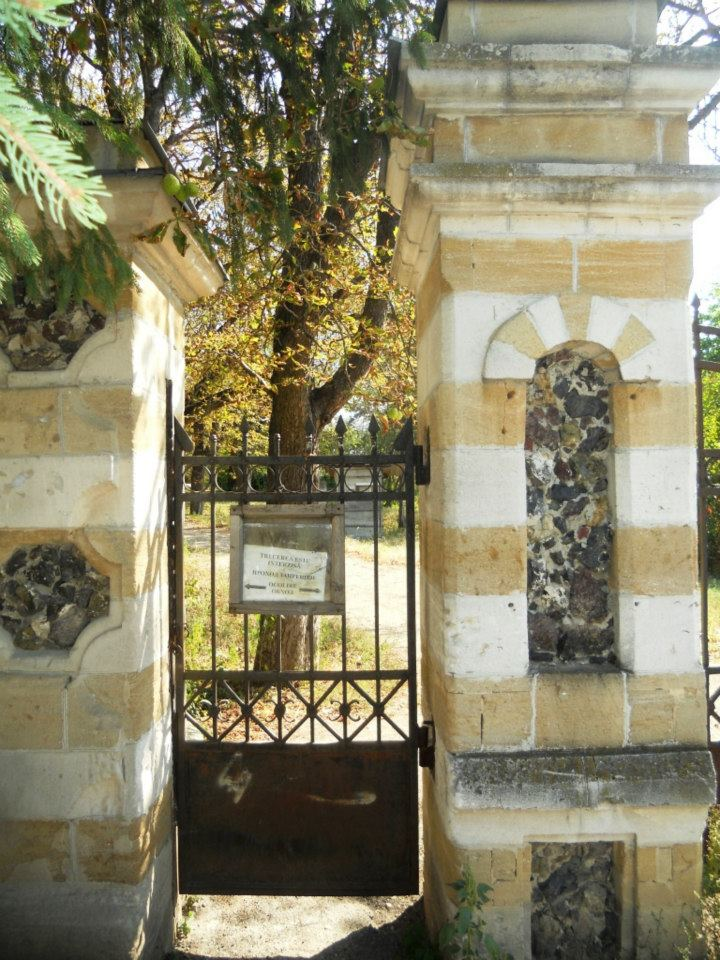
Intrarea în curte
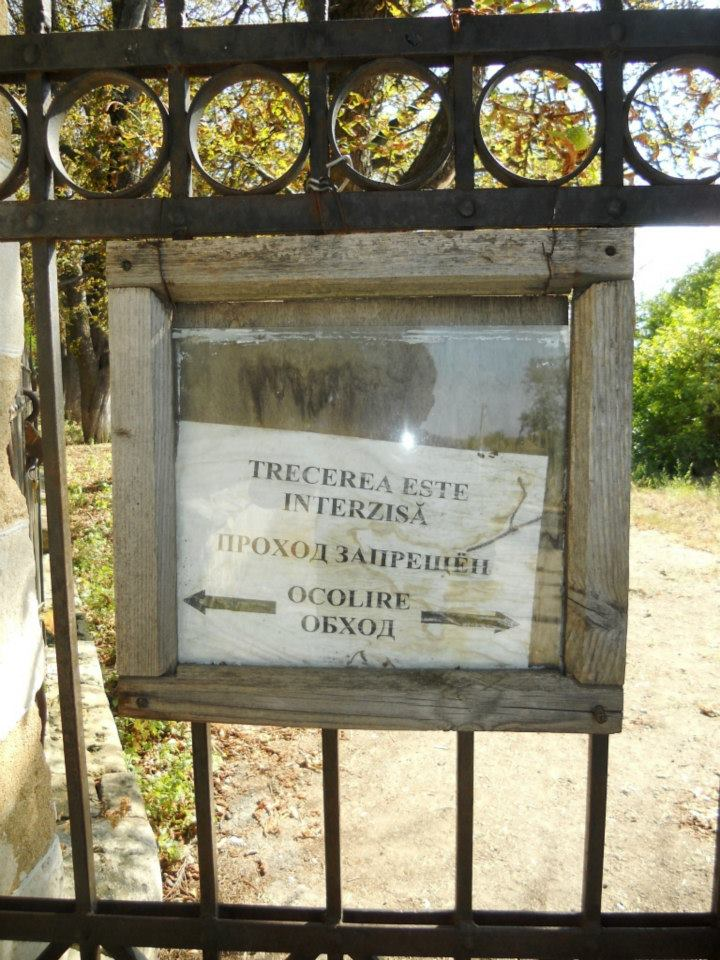
Acces interzis; conacul este proprietate privată
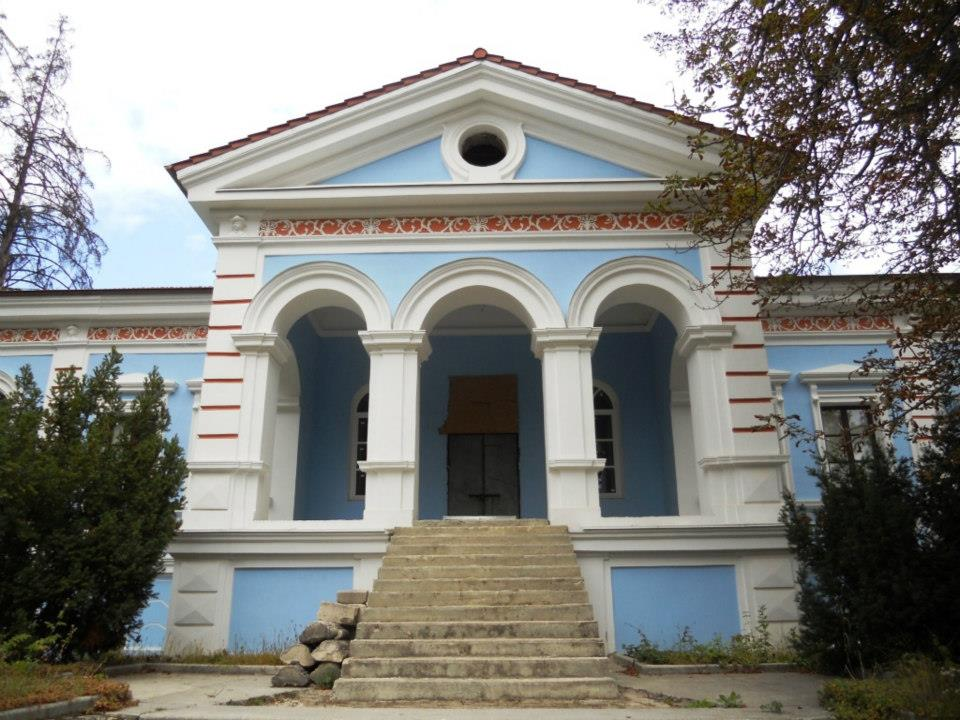
Intrarea principală a conacului
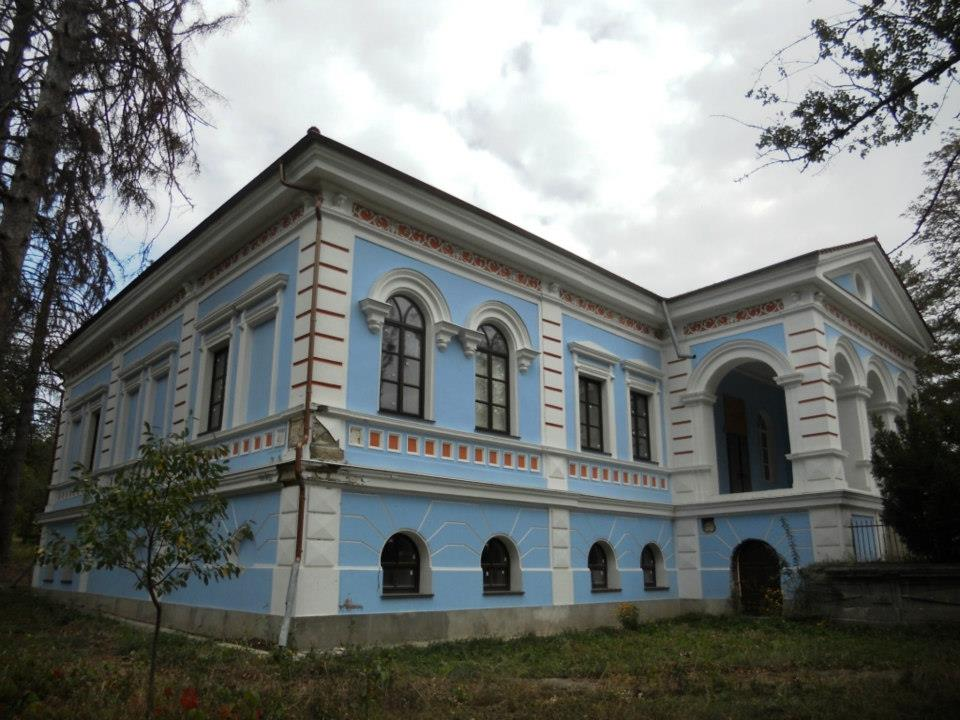
Vedere laterală
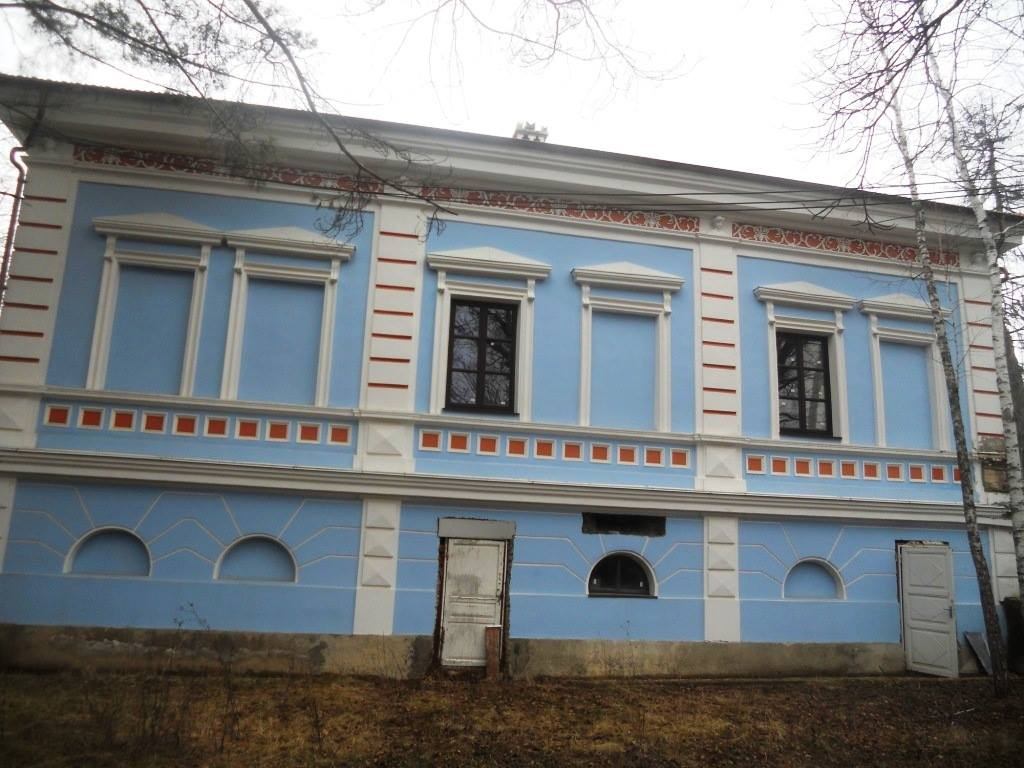
Perete lateral
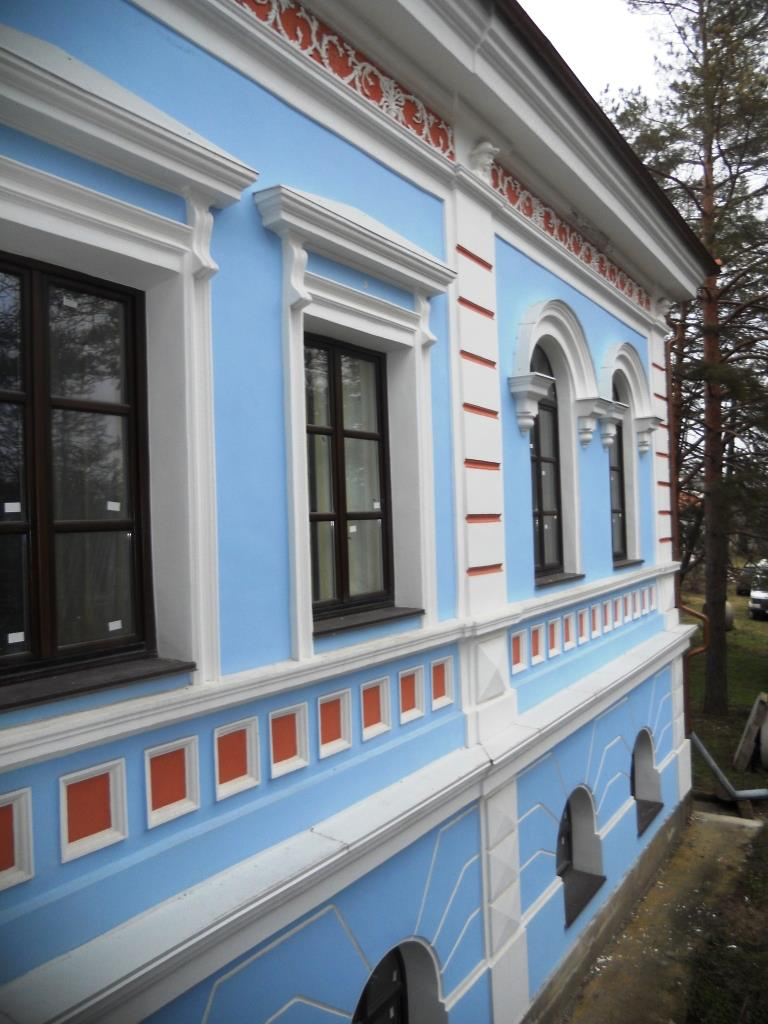
Ferestre de plastic instalate în timpul renovării
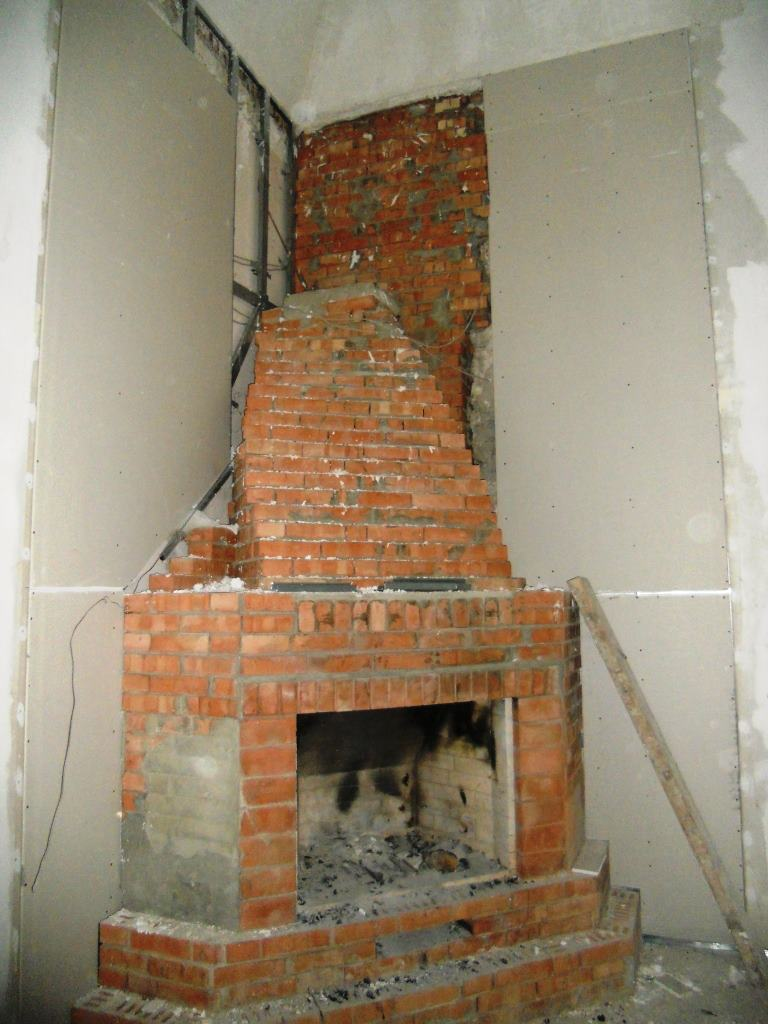
Restaurarea unui cămin din interior
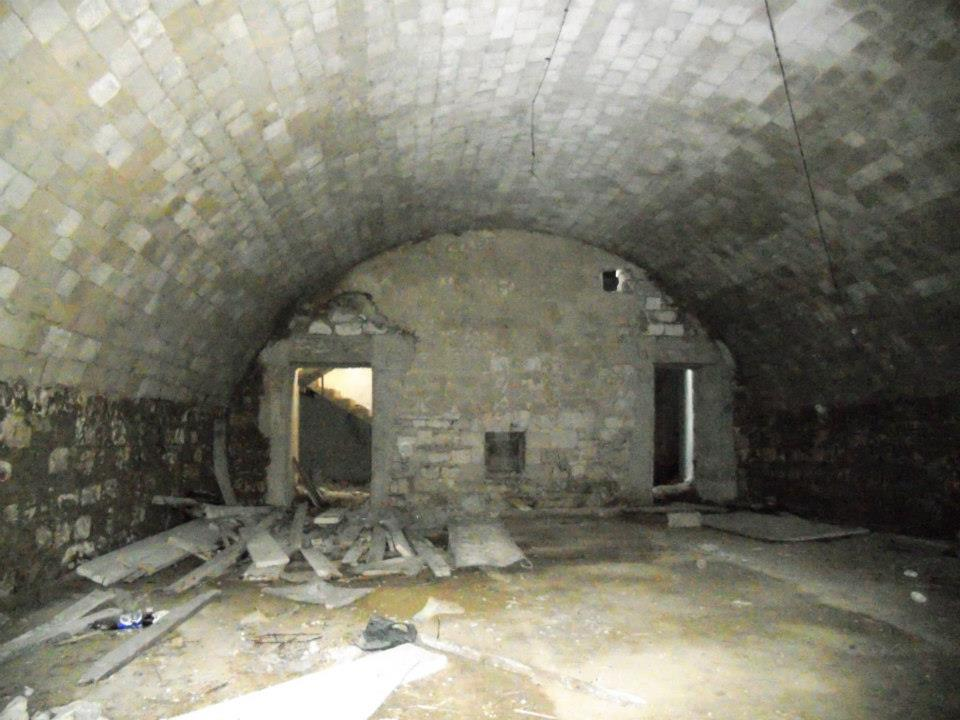
Unul din beciurile conacului
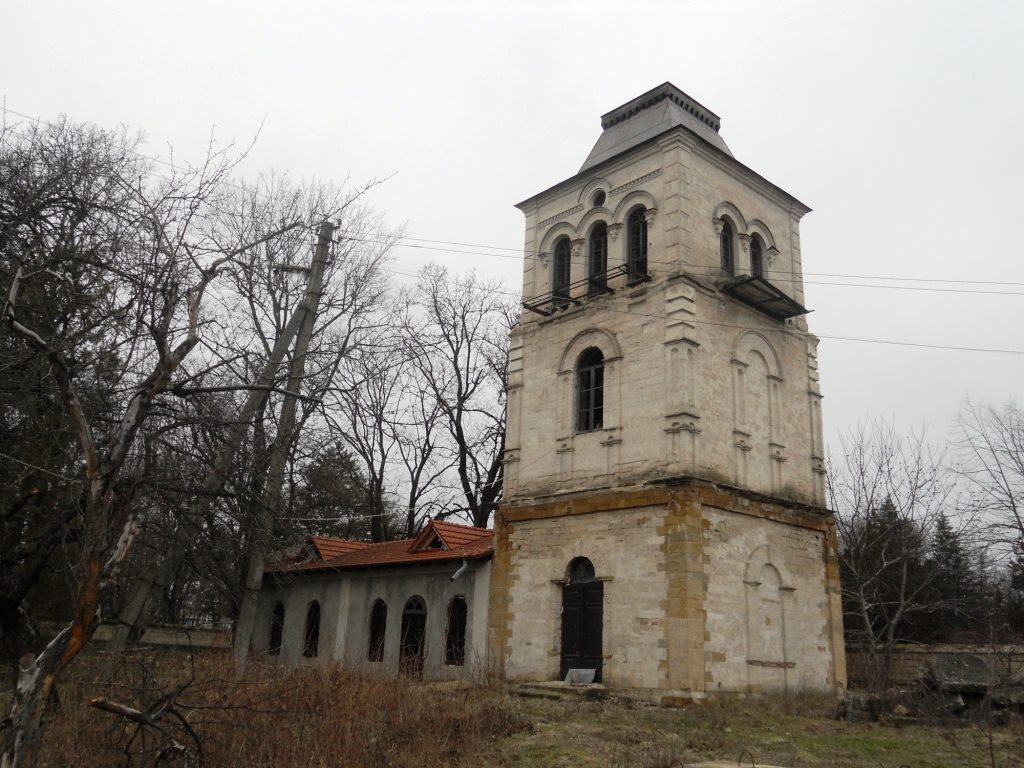
Turn în curtea conacului
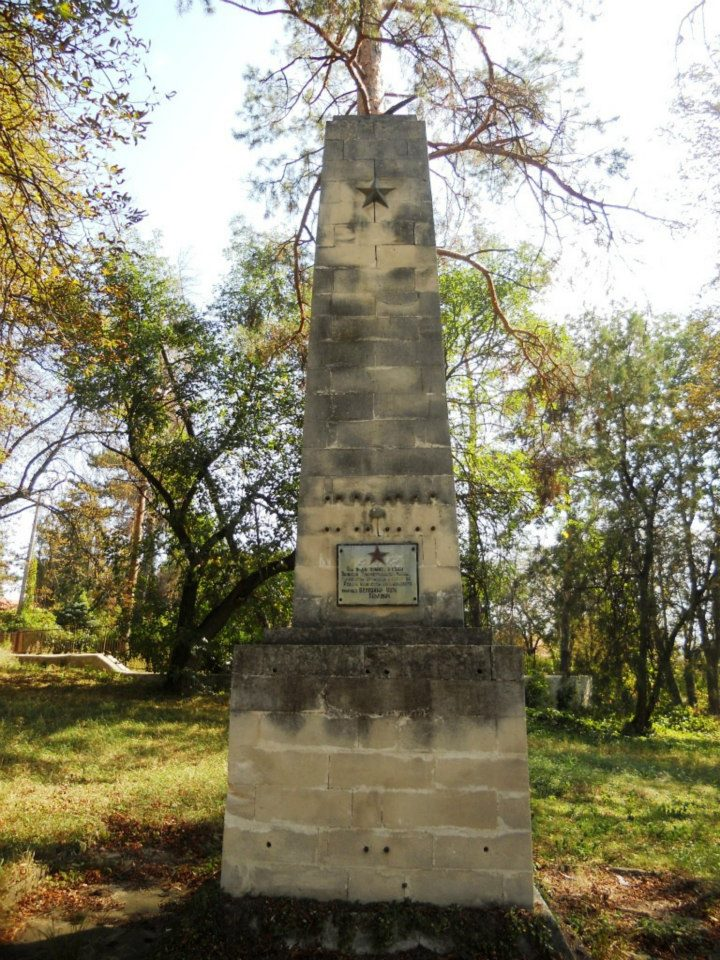
Monument în curte
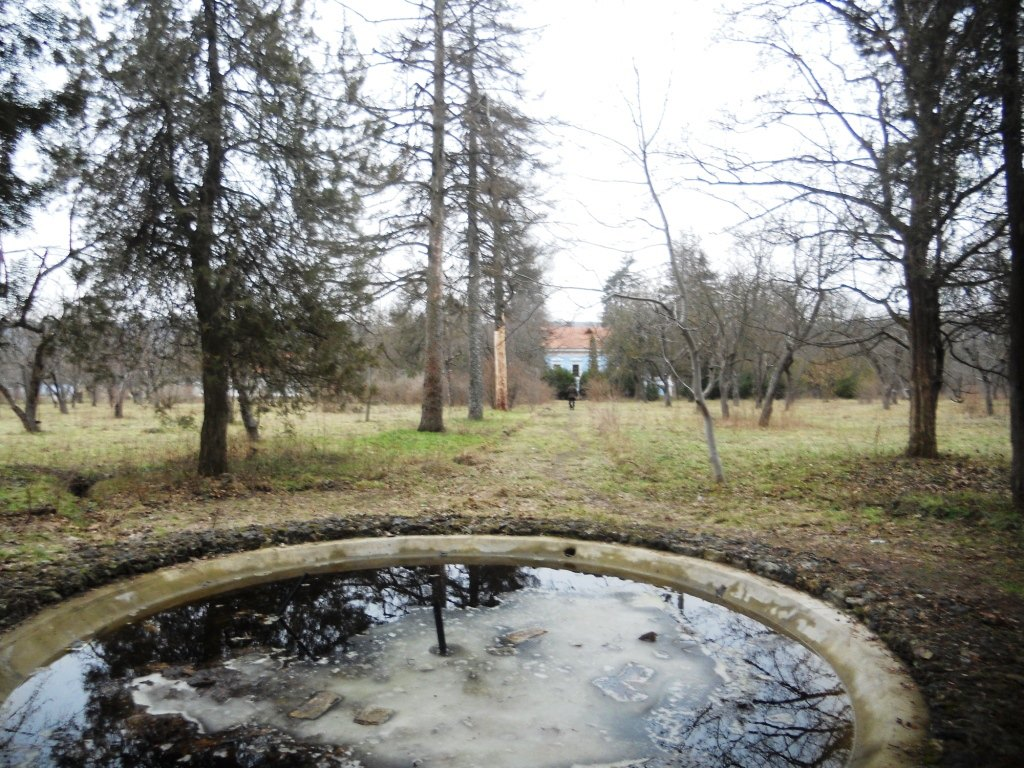
Fostă stație de pompare a apei
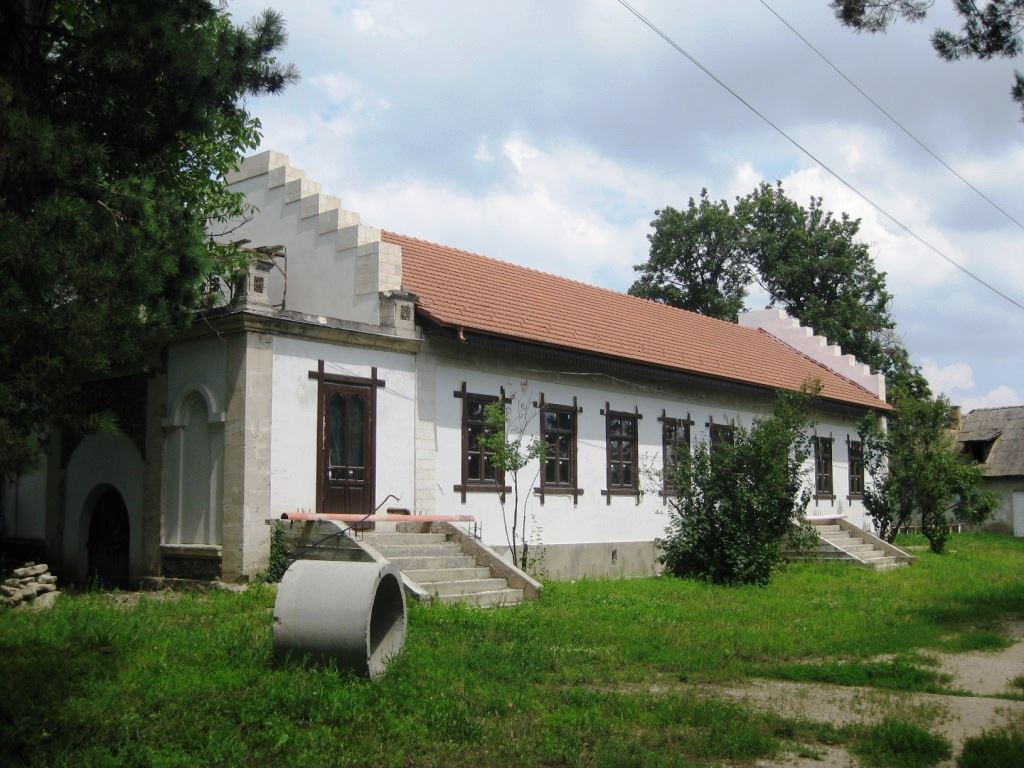
Anexe gospodărești
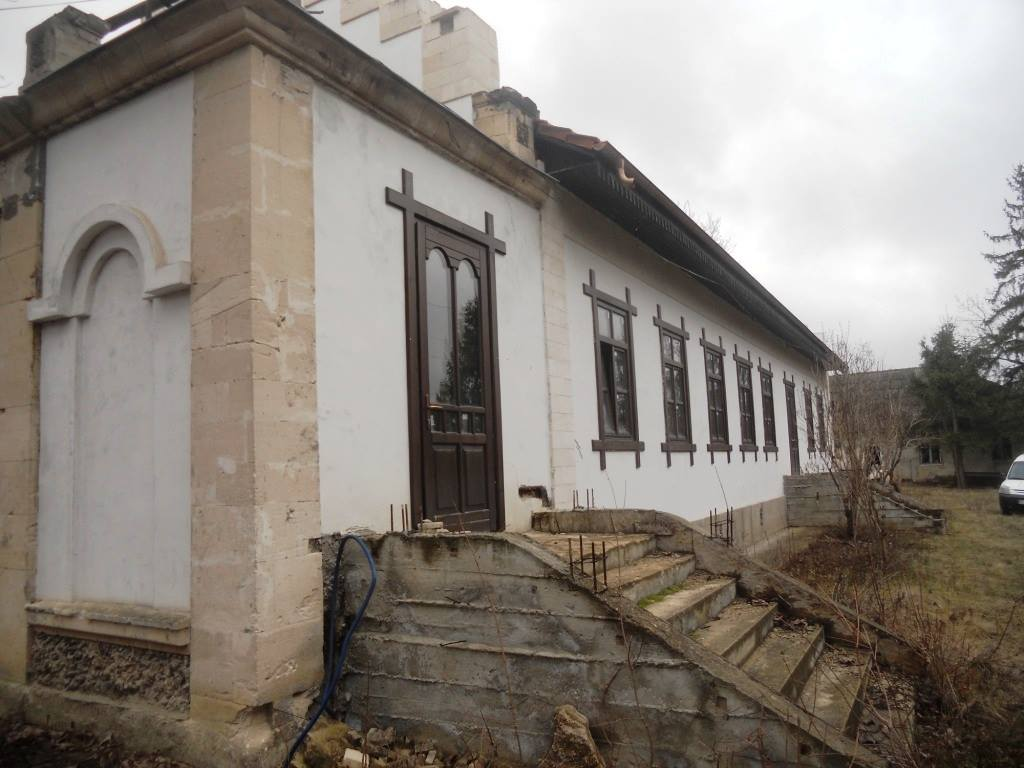
Anexe gospodărești
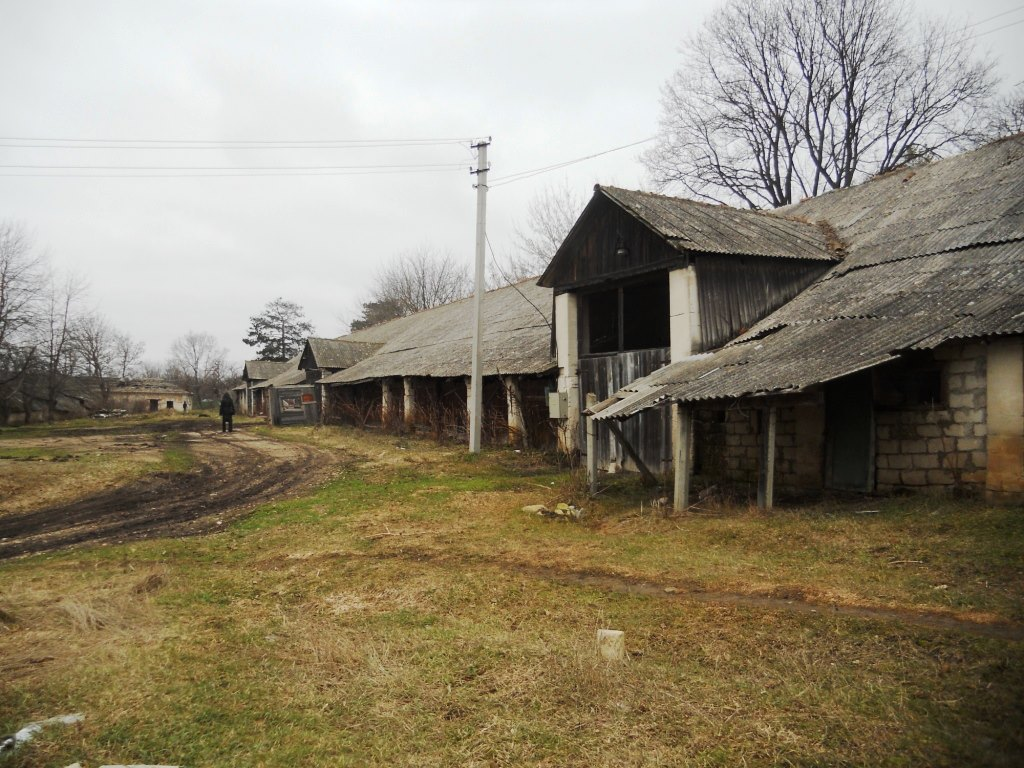
Grajduri pentru animale
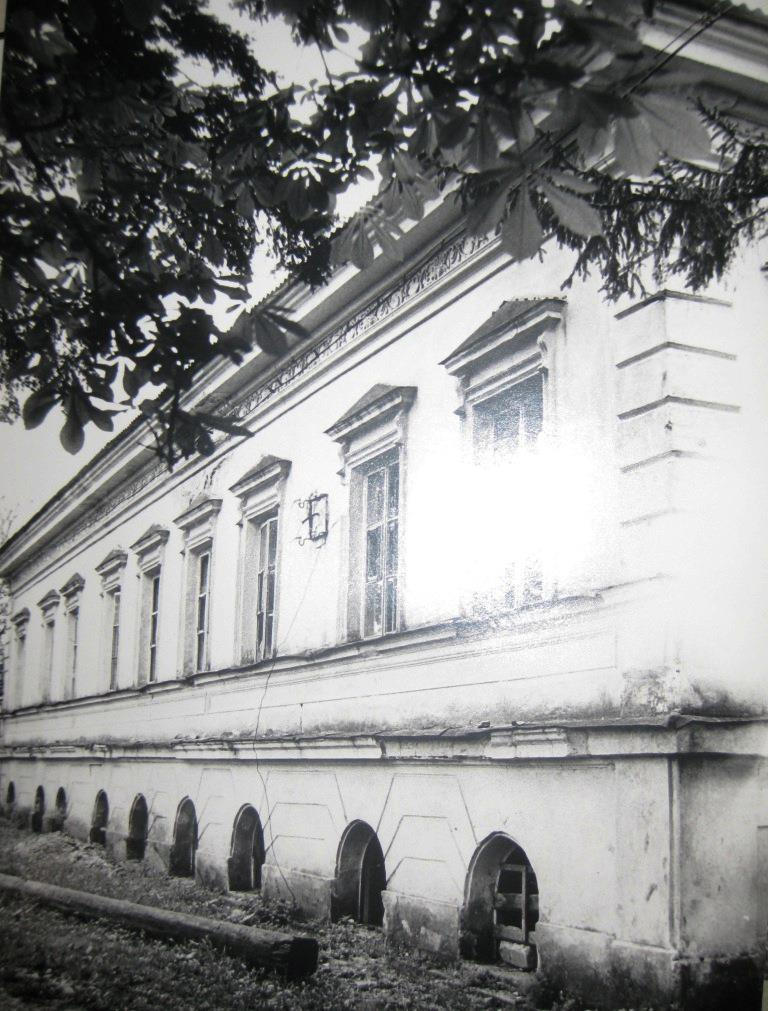
Conacul în perioada sovietică
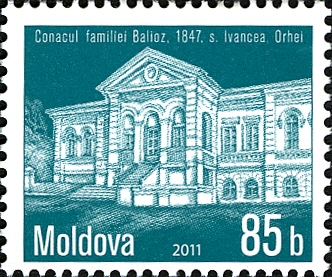
Imaginea conacului pe un timbru poștal

## Vezi și
- Lista conacelor din Republica Moldova

## Legături externe
Materiale media legate de conacul familiei Balioz la Wikimedia Commons